# René Hamel
Cet article concerne un homme politique canadien. Pour le cycliste français, voir René Hamel (cyclisme).
Pour les articles homonymes, voir Hamel.
René Hamel (né le 9 février 1910 à Grand'Mère, mort le 16 décembre 1982 à Shawinigan) est un avocat, homme politique et juge québécois.

## Biographie
Né à Grand-Mère dans la région de la Mauricie, René Hamel est le fils de Léonide Hamel, manœuvre, et de Marie-Jeanne Drolet,,. En 1920, la famille s'installe à Almaville. Il étudie au Collège Immaculée-Conception (C.I.C.) de Shawinigan. De 1925 à 1929, il travaille à l'entreprise papetière Belgo Canadian Pulp & Paper Company (« la Belgo ») de Shawinigan. Il retourne ensuite aux études, successivement au Séminaire de Chambly, au Séminaire Saint-Joseph de Trois-Rivières et à l'Université Laval de Québec, où il obtient la licence en droit en 1937. Il est admis au Barreau du Québec en 1937. Ayant obtenu une bourse du gouvernement du Québec, il étudie, de 1937 à 1939, à l'Université de Louvain en Belgique, où il obtient la licence en sciences politiques et sociales. À partir de 1939, il exerce la profession d'avocat à Shawinigan. Le 25 mars 1940, il épouse Marie-Paule Masse (dite Paulette) à Québec. Le couple aura cinq enfants, nés de 1941 à 1949.
René Hamel est élu député du Bloc populaire canadien dans la circonscription fédérale de Saint-Maurice—Laflèche lors de l'élection fédérale canadienne de 1945, l'emportant sur le député sortant Joseph-Alphida Crête du Parti libéral. Le Bloc populaire ayant cessé d'exister en 1937, il tente de se faire réélire comme candidat indépendant lors de l'élection fédérale canadienne de 1949, mais il est défait par Joseph-Adolphe Richard du Parti libéral.
De 1949 à 1955, il est conseiller juridique de la Ville de Shawinigan.
Opposé aux politique du premier ministre Maurice Duplessis, il effectua un retour en politique, cette fois sur la scène provinciale, en devenant député du Parti libéral du Québec dans la circonscription de Saint-Maurice en 1952. En réaction à son élection, Duplessis annula l'autorisation de la construction d'un pont entre Shawinigan et Shawinigan-Sud. Réélu en 1956, 1960 et en 1962 contre Philippe Demers. En 1958, à la suite de la démission de Georges-Émile Lapalme comme chef du Parti libéral, René Hamel est l'un des trois candidats qui se présentent lors de l'élection à la direction du parti, mais il est défait par Jean Lesage. Dans le gouvernement Lesage, Hamel est ministre du Travail de 1960 à 1963, ministre des Affaires municipales de 1960 à 1961 et Procureur général de 1963 à 1964. Il démissionne de ses fonctions politiques le 30 octobre 1964 pour accepter un poste de juge de la Cour supérieure dans le district judiciaire de Saint-Maurice. Il exerce la profession de juge à Shawinigan jusqu'à sa retraite.